# فهرست نمایندگان دوره پنجم مجلس خبرگان رهبری
فهرست نمایندگان مجلس خبرگان رهبری دوره پنجم که طی انتخابات مجلس خبرگان رهبری (۱۳۹۴) که در ۷ اسفند ۱۳۹۴ برگزار شد انتخاب شدند. برای این دوره ۸۸ نماینده در نظر گرفته شده بود.

## نمایندگان
1. محمدحسین احمدی شاهرودی (خوزستان)
2. محسن اراکی (مرکزی)
3. علی اسلامی (قزوین)
4. علیرضا اسلامیان (چهار محال و بختیاری)
5. محسن اسماعیلی (تهران)
6. محمد بهرامی خوشکار (کرمان)
7. احمد بهشتی (فارس)
8. احمد پروایی ریک (گیلان)
9. محمدتقی پورمحمدی (آذربایجان شرقی)
10. مجید تلخابی (قزوین)
11. سید رحیم توکل (مازندران)
12. احمد جنتی (تهران) (دبیر شورای نگهبان و رئیس مجلس خبرگان رهبری)
13. محمد ابوالقاسمی (زنجان)
14. سید مجتبی حسینی (خراسان رضوی)[۱][۲]
15. سید علی حسینی اشکوری (گیلان)
16. سید هاشم حسینی بوشهری (بوشهر)
17. سید احمد حسینی خراسانی (خراسان رضوی)
18. سید عبدالهادی حسینی شاهرودی (گلستان)
19. سید محمد حسینی شاهرودی (کردستان)
20. محسن حیدری آل کثیر (خوزستان)
21. سید احمد خاتمی (کرمان)
22. قربانعلی دری نجف‌آبادی (تهران)
23. سید علی‌اصغر دستغیب (فارس)
24. عسگر دیرباز (آذربایجان غربی)
25. سید ابراهیم رئیسی (خراسان جنوبی) (رئیس‌جمهور ایران)
26. فائق رستمی (کردستان)
27. رضا رمضانی (گیلان)
28. حسن روحانی (تهران)
29. سید محسن سعیدی گلپایگانی (ایلام)
30. علی‌احمد سلامی (سیستان و بلوچستان)
31. سید محمد شاهچراغی (سمنان)
32. سید علی شفیعی (خوزستان)
33. سید روح‌الله صدرالساداتی (هرمزگان)
34. سید یوسف طباطبایی‌نژاد (اصفهان)
35. غیاث‌الدین طاهامحمدی (همدان)
36. حسن عالمی (خراسان رضوی)
37. سید حسن عاملی (اردبیل)
38. عبدالمحمود عبداللهی (اصفهان)
39. محمدهادی عبدخدایی (خراسان رضوی)
40. سید احمد علم‌الهدی (خراسان رضوی)
41. سید محمود علوی (تهران)
42. امان‌الله علیمرادی (کرمان)
43. عبدالکریم فرحانی (خوزستان)
44. زین‌العابدین قربانی (گیلان)
45. سید علی‌اکبر قریشی (آذربایجان غربی)
46. محسن قمی (تهران)
47. محسن کازرونی (البرز)
48. عباس کعبی (خوزستان)
49. علی اکبر کلانتری (فارس)
50. صادق لاریجانی (مازندران) (رئیس مجمع تشخیص مصلحت نظام)
51. احمد مبلغی (لرستان)
52. جواد مجتهد شبستری (آذربایجان غربی)
53. احمد محسنی گرکانی (مرکزی)
54. محمود محمدی عراقی (کرمانشاه)
55. علی معلمی (مازندران)
56. مرتضی مقتدایی (اصفهان)
57. سید شرف‌الدین ملک‌حسینی (کهگیلویه و بویراحمد)
58. علی ملکوتی (آذربایجان شرقی)
59. محمدعلی موحدی کرمانی (تهران)
60. سید محمدعلی موسوی جزایری (خوزستان)
61. سید مصطفی موسوی فراز (همدان)
62. سید ابوالحسن مهدوی (اصفهان)
63. سید محمدمهدی میرباقری (البرز)
64. امان نریمانی (کرمانشاه)
65. هاشم نیازی (لرستان)
66. سید کاظم نورمفیدی (گلستان)
67. ابوالقاسم وافی یزدی (یزد)
68. هاشم هاشم‌زاده هریسی (آذربایجان شرقی)
69. علی مؤمن‌پور (تهران) (از ۴ اسفند ۱۳۹۹)
70. غلامرضا مصباحی‌مقدم (تهران) (از ۴ اسفند ۱۳۹۹)
71. غلامرضا فیاضی (خراسان شمالی) (از ۴ اسفند ۱۳۹۹)
72. لطف‌الله دژکام (فارس) (از ۴ اسفند ۱۳۹۹)
73. سید صادق پیشنمازی (مازندران) (از ۱۷ اسفند ۱۴۰۰)
74. علیرضا اعرافی (تهران) (از ۱۷ اسفند ۱۴۰۰)
75. حسینعلی سعدی (تهران) (از ۱۷ اسفند ۱۴۰۰)
76. احمد دانش‌زاده مؤمن (تهران) (از ۱۷ اسفند ۱۴۰۰)
77. سید محمد سعیدی (قم) (از ۱۷ اسفند ۱۴۰۰)
78. سید محمدرضا مدرسی یزدی (خراسان رضوی) (از ۱۷ اسفند ۱۴۰۰)

## درگذشتگان و جایگزین‌های میان دوره‌ای
1. اکبر هاشمی رفسنجانی (تهران) (۱۹ دی ۱۳۹۵) ← علی مؤمن‌پور (تهران) (میان‌دوره‌ای اسفند ۱۳۹۸)
2. نصرالله شاه‌آبادی (تهران) (۲۱ اسفند ۱۳۹۶) ← عباسعلی اختری (تهران) (میان‌دوره‌ای اسفند ۱۳۹۸)
3. سید ابوالفضل میرمحمدی (تهران) (۳ آذر ۱۳۹۸) ← غلامرضا مصباحی‌مقدم (تهران) (میان‌دوره‌ای اسفند ۱۳۹۸)
4. حبیب‌الله مهمان‌نواز (خراسان شمالی) (۲ اردیبهشت ۱۳۹۷) ← غلامرضا فیاضی (خراسان شمالی) (میان‌دوره‌ای اسفند ۱۳۹۸)
5. اسدالله ایمانی (فارس) (۱۷ اردیبهشت ۱۳۹۷) ← لطف‌الله دژکام (فارس) (میان‌دوره‌ای اسفند ۱۳۹۸)
6. سید محمود هاشمی شاهرودی (خراسان رضوی) (۳ دی ۱۳۹۷) ← محمدتقی مصباح یزدی (خراسان رضوی) (میان‌دوره‌ای اسفند ۱۳۹۸)
7. محمد مؤمن (قم) (۲ اسفند ۱۳۹۷) ← محمد یزدی (قم) (میان‌دوره‌ای اسفند ۱۳۹۸)
8. نورالله طبرسی (مازندران) (۱۹ بهمن ۱۳۹۸) ← سید صادق پیشنمازی (مازندران) (میان‌دوره‌ای ۲۸ خرداد ۱۴۰۰)[۳]
9. سید هاشم بطحائی گلپایگانی (تهران) (۲۶ اسفند ۱۳۹۸) ← علیرضا اعرافی (تهران) (میان‌دوره‌ای ۲۸ خرداد ۱۴۰۰)
10. ابراهیم امینی (تهران) (۵ اردیبهشت ۱۳۹۹) ← حسینعلی سعدی (تهران) (میان‌دوره‌ای ۲۸ خرداد ۱۴۰۰)
11. محمدعلی تسخیری (تهران) (۲۸ مرداد ۱۳۹۹) ← احمد دانش‌زاده مؤمن (تهران) (میان‌دوره‌ای ۲۸ خرداد ۱۴۰۰)
12. محمد یزدی (قم) (۱۹ آذر ۱۳۹۹) (پیش از تحلیف) ← سید محمد سعیدی (قم) (میان‌دوره‌ای ۲۸ خرداد ۱۴۰۰)[۴]
13. محمدتقی مصباح یزدی (خراسان رضوی) (۱۲ دی ۱۳۹۹) (پیش از تحلیف) ← سید محمدرضا مدرسی یزدی (خراسان رضوی) (میان‌دوره‌ای ۲۸ خرداد ۱۴۰۰)
14. سید فخرالدین موسوی ننه‌کرانی (اردبیل) (۲۷ شهریور ۱۴۰۰)
15. محسن مجتهد شبستری (آذربایجان شرقی) (۲۶ آبان ۱۴۰۰)
16. محمد محمدی ری‌شهری (تهران) (۱ فروردین ۱۴۰۱)
17. سید محمد فقیه (فارس) (۲ فروردین ۱۴۰۱)
18. محمد فیض سرابی (آذربایجان شرقی) (۲۲ فروردین ۱۴۰۱)
19. عباسعلی اختری (تهران) (۹ آبان ۱۴۰۱)
20. عباسعلی سلیمانی (سیستان و بلوچستان) (۶ اردیبهشت ۱۴۰۲)
21. محمدحسن زالی (تهران) (۲۸ مهر ۱۴۰۲)
22. عبدالنبی نمازی (اصفهان) (۸ بهمن ۱۴۰۲)
23. محمد امامی کاشانی (تهران) (۱۲ اسفند ۱۴۰۲)
24. سید ابراهیم رئیسی (خراسان جنوبی) (۳۰ اردیبهشت ۱۴۰۳)